# شوپ
شوپ (به آلمانی: Schopp) یک شهر در آلمان است که در کایزرسلاوترن واقع شده‌است. شوپ ۱٬۵۱۵ نفر جمعیت دارد.